# Oxyeleotris marmorata
Espèce
Statut de conservation UICN

 LC  : Préoccupation mineure
Oxyeleotris marmorata est une espèce de gobies dormeurs d'eau douce, que l'on trouve dans les bassins du Mékong et du Chao Phraya, ainsi que dans plusieurs rivières et cours d'eau de Malaisie, Singapour, Indochine, Philippines, et Indonésie. C'est probablement le plus grand des Gobioidei, avec une longueur de 50 à 65 cm, là où les autres dépassent rarement les 30 cm. Il est carnivore. Il fait partie de la sous-famille des Butinae ou sein des Butidae et de l'ordre des Gobiiformes. 
Cette espèce est très exploitée et consommée, qu'elle soit issue de la pêche commerciale ou de l'aquaculture. Elle est très populaire au sein de la communauté chinoise, et très prisée pour sa texture et sa chaire blanche, ainsi que pour ses vertus curatives.

## Classification
Le nom valide complet (avec auteur) de ce taxon est Oxyeleotris marmorata (Bleeker, 1852).
L'espèce a été initialement classée dans le genre Eleotris sous le protonyme Eleotris marmorata Bleeker, 1852.
Oxyeleotris marmorata a pour synonymes :
- Bostrichthys marmoratus (Bleeker, 1852)
- Callieleotris platycephalus Fowler, 1934
- Eleotris marmorata Bleeker, 1852
- Gigantogobius jordani Fowler, 1905
- Oxyelectris marmoratus (Bleeker, 1852)
- Oxyeleotris marmoratus (Bleeker, 1852)